# Winter-Universiade 1966/Eishockey
Bei der Winter-Universiade 1966 wurde ein Männerturnier im Eishockey ausgetragen.

## Bilanz

### Medaillenspiegel
| Platz  | Land             | Gold | Silber | Bronze | Gesamt |
| ------ | ---------------- | ---- | ------ | ------ | ------ |
| 1      | Sowjetunion      | 1    | –      | –      | 1      |
| 2      | Rumänien         | –    | 1      | –      | 1      |
| 3      | Tschechoslowakei | –    | –      | 1      | 1      |
| Gesamt | Gesamt           | 1    | 1      | 1      | 3      |

### Medaillengewinner
| Disziplin | Gold | Silber | Bronze |
| --------- | --- | --- | --- |
| Männer    | SowjetunionWladimir Aljoschin German Grigorjew Waleri Subarew Wiktor Kaschtanow Walentin Kosin Anatoli Koslow Nikolai Kulkow Wiktor Kungurzew Juri Ljapkin Juri Morosow Wiktor Mosjagin Waleri Nikitin Boris Nuschin Alexander Sapelkin Sergei Serebrjakow Igor Tusik Juri Tschitschurin | RumänienConstantin Dumitraș Dezső Dezideriu Varga Zoltán Făgăraș Dan Mihăilescu Răzvan Schiau Andrei Tarchi Lajosh Vákár Ion Basa Alexandru Calamar Iulian Florescu Eduard Pană Valentin Ștefan Geza Szabó Iuliu Szabó Ștefan Texe Zoltan Czaka | TschechoslowakeiJiří Pleticha Pavel Wohl Josef Horešovský Marek Sýkora Milan Strbík Petr Brdička Jan Eysselt Josef Gottwald Milan Kvasnica Pavel Michalec Eduard Novák František Šebek Ladislav Stelšovský Leoš Šubr Josef Ulrych Josef Ölvecký |